# 甘嘎湖
甘嘎湖是位于蒙古国苏赫巴托尔省达里甘嘎县的一个咸水湖。

## 简介
甘嘎湖位于蒙古草原和戈壁的交界地区，由此形成了由湖区、草原、沙丘组成的独特的自然景观。该湖及其湿地（二者合计32.8平方公里）是珍稀候鸟的迁徙区，这些候鸟包括凤头鸊鷉、大天鹅、赤麻鸭等等。由于气候变化，该湖湖区正在缩小。
2004年，该湖湖区及周边湿地被列入《湿地公约》的“国际重要湿地名录”。

## 得名
甘嘎湖名字中的“甘嘎”（Ganga）来自恒河（River Ganges）。一个民间传说认为，18世纪蒙古著名的托克托呼图鲁王爷（人称“托王”，Togtokhtör wang）将从恒河取来的两瓶水放入此湖，所以此湖被命名为“甘嘎”。